# Johann Conrad Melm
Johann Conrad Melm (auch Johannes Conrad Melm oder Johann Konrad Melm; * 28. März 1677 in Düsseldorf; † 5. Januar 1714 in Marburg) war ein deutscher Mediziner, Physiker und Hochschullehrer.

## Leben
Melm war Sohn des Kaufmanns Jakob Melm. Er studierte an den Universitäten von Duisburg, Leiden und Franeker. Nach einer Reise nach England setzte er für zwei weitere Jahre sein Studium, nun an der Universität Leipzig, fort. Anschließend unternahm er eine Reise nach Italien und Frankreich, bevor er an der Duisburger Universität zum Dr. med. promoviert wurde. Bis 1707 wirkte er als praktischer Arzt in Düsseldorf.
Melm folgte zum 10. Mai 1707 einem Ruf als zweiter ordentlicher Professor der Medizin für Anatomie, Chirurgie, Botanik an die Universität Marburg. Ab dem 7. September 1713 war er außerdem Professor für Physik an der Philosophischen Fakultät und in der Folge sowohl Mitglied der Medizinischen als auch der Philosophischen Fakultät. In den Jahren 1708, 1709 und 1711 leitete er als Dekan die Medizinische Fakultät sowie 1709 und 1713 als Rektor die Universität.
Melm starb überraschend an einer Fieberkrankheit.

## Werke (Auswahl)
- Dissertatione Medica de mechanismo microcosmico, Kürsner, Marburg 1708.
- Dissertatione Medica Mechanicae Abusus In medicina Divino Aspirante Numine, Kürsner, Marburg 1709.